# Немачка мора пропасти!
Немачка мора пропасти! (енгл. Germany Must Perish! је књига од 104 странице коју је написао Теодор Н. Кауфман, коју је сам објавио 1941. године у Сједињеним Државама. Књига је заговарала геноцид кроз стерилизацију свих Немаца и територијално распарчавање Немачке.
Кауфман је основао издавачку кућу „Аргил Прес“ у Њуарку, Њу Џерзију, Сједињене Државе, како би објавио ову књигу. Био је једини власник издавачке куће „Аргил Прес“, за коју се не зна да је објавила било која друга дела.
Нацистичка партија је користила књигу, коју је написао јеврејски аутор, да поткрепи свој аргумент да Јевреји кују заверу против њихове земље.